# Dittopternis sauteri
Dittopternis sauteri är en insektsart som beskrevs av Heinrich Hugo Karny 1915. Dittopternis sauteri ingår i släktet Dittopternis och familjen gräshoppor. Inga underarter finns listade i Catalogue of Life.